# إسكورياثا
بلدية إسكورياثا (بالإسبانية: Escoriaza) هي بلدية تقع في مقاطعة غيبوثكوا التابعة لمنطقة إقليم الباسك شمال إسبانيا.

## الديموغرافيا
بلغ عدد سكان بلدية إسكورياثا 4.043 نسمة عام 2011 (وفقاً للمعهد الوطني للإحصاء الإسباني).
| 3.999 | 3.914 | 3.922 | 3.894 | 3.958 | 4.063 | 4.043 |